# Jan Michałowski (dyplomata)
Jan Krystian Michałowski (ur. 17 listopada 1946 w Warszawie) – polski prawnik, urzędnik i dyplomata; ambasador RP w Holandii (2002–2007).

## Życiorys
Jest magistrem prawa Uniwersytetu Warszawskiego (1969) oraz kursów Akademii Prawa Międzynarodowego w Hadze. Doktor nauk humanistycznych Wyższej Szkoły Nauk Społecznych przy KC PZPR (1979). W latach 70. zdał egzamin sędziowski i od początku lat 90. ma uprawnienia radcy prawnego. Od 1969 do 1980 zatrudniony w Przedsiębiorstwie Państwowym Film Polski. Pracował w Sekretariacie ONZ w Nowym Jorku w latach 1980–1982, gdzie był asystentem zastępcy sekretarza generalnego ONZ. W 1983 podjął pracę w Ministerstwie Spraw Zagranicznych. Przebywał na placówkach zagranicznych: jako I sekretarz ds. prawnych i konsularnych Ambasady PRL w Atenach w latach 1985–1990 oraz konsul generalny w randze ministra pełnomocnego w Paryżu w latach 1995–1999. Od 2000 do 2002 był zastępcą, a następnie dyrektorem Departamentu Prawno-Traktatowego Ministerstwa Spraw Zagranicznych. Od 2002 do 2007 był ambasadorem RP w Holandii.
Zna język angielski i francuski. W 2010 „za zasługi w działalności na rzecz służby zagranicznej” został odznaczony Srebrnym Krzyżem Zasługi